# Mart Laanemäe

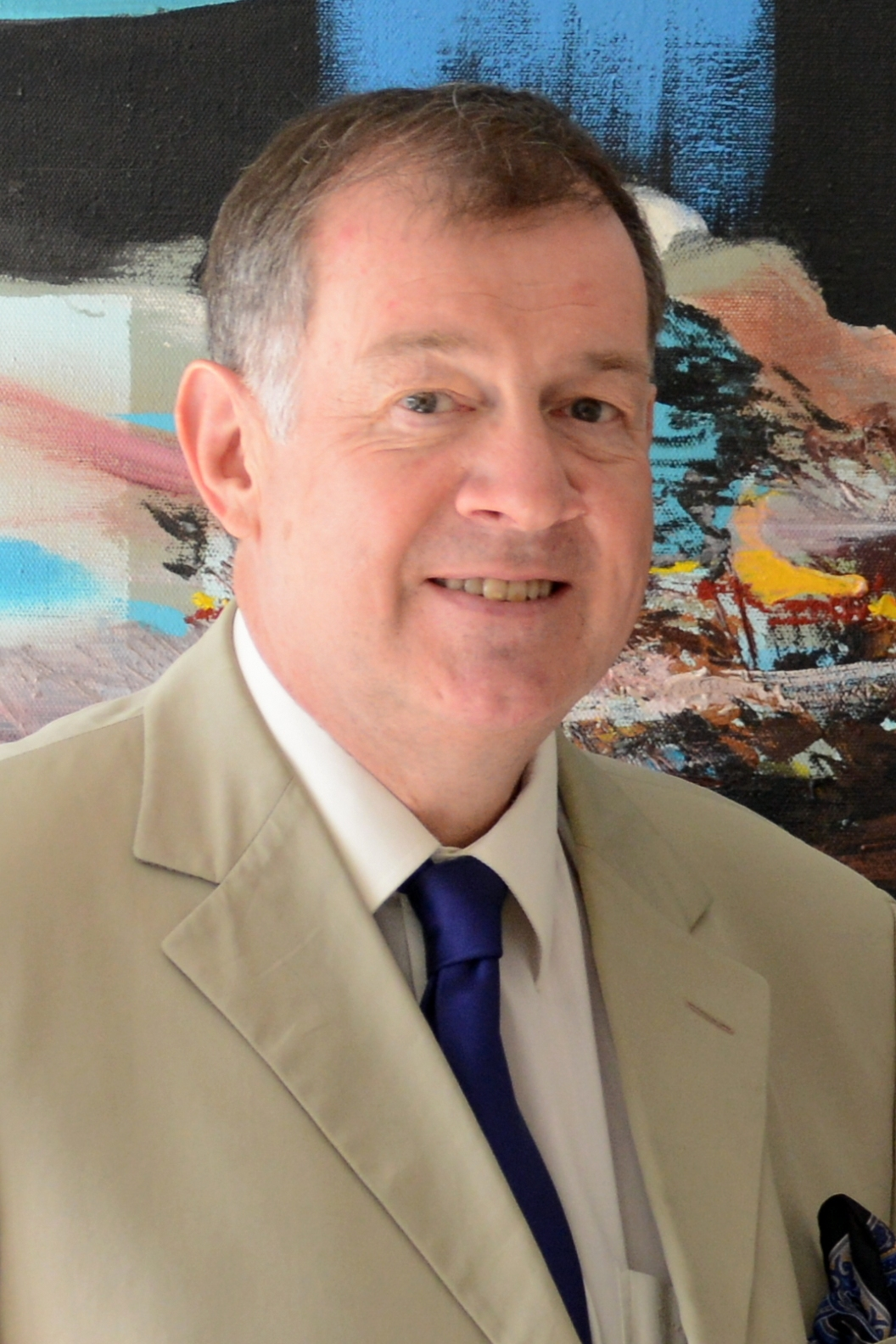
Mart Laanemäe (2015)

William Mart Laanemäe (* 21. Juni 1959 in Vancouver, Kanada) ist ein estnischer Diplomat. Von 2008 bis 2012 und von 2016 bis Juli 2019 war er Botschafter der Republik Estland in Berlin.

## Leben

### Frühe Jahre
Mart Laanemäe wurde in eine exilestnische Familie geboren. Von 1976 bis 1981 studierte er Angewandte Physik an der University of British Columbia. 1980 war er Gasthörer an der Universität Hannover. Von 1981 bis 1983 studierte er Werkstoffwissenschaften an der University of Toronto. Von 1987 bis 1989 arbeitete Laanemäe als wissenschaftlicher Mitarbeiter am Max-Planck-Institut für Metallforschung in Stuttgart. 1989 promovierte er im Fach Chemie an der Universität Stuttgart. Anschließend war er bis 1991 als Ingenieur an der MTU München GmbH beschäftigt.
Von 1991 bis 1995 war Mart Laanemäe Redakteur, zeitweise stellvertretender Leiter sowie Leiter der Außenstelle Tallinn der estnischsprachigen Redaktion von Radio Freies Europa in München, Tallinn und Prag. 1995/96 arbeitete er als Kommerzdirektor bei der staatlichen estnischen Aktiengesellschaft Silmet in Sillamäe. Danach trat er in den diplomatischen Dienst seines Landes ein.

### Diplomatische Laufbahn
Von 1996 bis 1999 war Laanemäe Unterstaatssekretär für Politik, Presse und Information im Außenministerium der Republik Estland in Tallinn. Von 1999 bis 2003 bekleidete er das Amt des estnischen Botschafters in Österreich, der Slowakei, Slowenien, der Tschechischen Republik (bis Anfang 2002) sowie Ungarn (bis Ende 2001). Von 2000 bis 2003 war er zusätzlich Ständiger Vertreter bei den Internationalen Organisationen in Wien (IAEA, UNOV, CTBTO) und Botschafter in der Schweiz.
2003/2004 war er Generaldirektor der Ministerialkanzlei im Außenministerium, danach bis 2008 Unterstaatssekretär für Außenwirtschaft und Entwicklungszusammenarbeit. Seit August 2016 ist Mart Laanemäe (wie bereits in den Jahren 2008 bis 2012) estnischer Botschafter in Deutschland. Zwischenzeitlich war er als Unterstaatssekretär im estnischen Außenministerium in Tallinn tätig und dort für euro-atlantische Fragen zuständig.

### Privatleben
Mart Laanemäe war in erster Ehe mit Riina Kionka verheiratet, die von 2000 bis 2004 estnische Botschafterin in Deutschland war. Er heiratete erneut und hat ein Kind.

## Auszeichnungen
- 2004: Großes Goldenes Ehrenzeichen am Bande für Verdienste um die Republik Österreich[3]

## Werke
- Zur Schädigung der Nickelbasislegierung 617 bei Kriech- und Hochtemperaturwechselverformung. 2 Mikrofiches: 24x; Universität Stuttgart, Dissertation, 1989.